# Opel & Beschlag
OB is een historisch merk van motorfietsen.
OB: Opel & Beschlag, Wenen (1904-1907).
Dit was een merk uit het toenmalige Oostenrijk-Hongarije dat voor die tijd moderne 2 pk eencilinders en 3½ pk V-twins met eigen motoren en cardanaandrijving. De productie bleef echter gering. Er was geen verband met het Duitse merk Opel.